# Želkovice
Želkovice (en allemand : Schelkowitz) est une commune du district de Louny, dans la région d'Ústí nad Labem, en Tchéquie. Sa population s'élevait à 95 habitants en 2021.

## Géographie
Želkovice se trouve à 14 km au nord-ouest de Louny, à 26 km au sud-ouest d'Ústí nad Labem et à 59 km au nord-ouest de Prague.

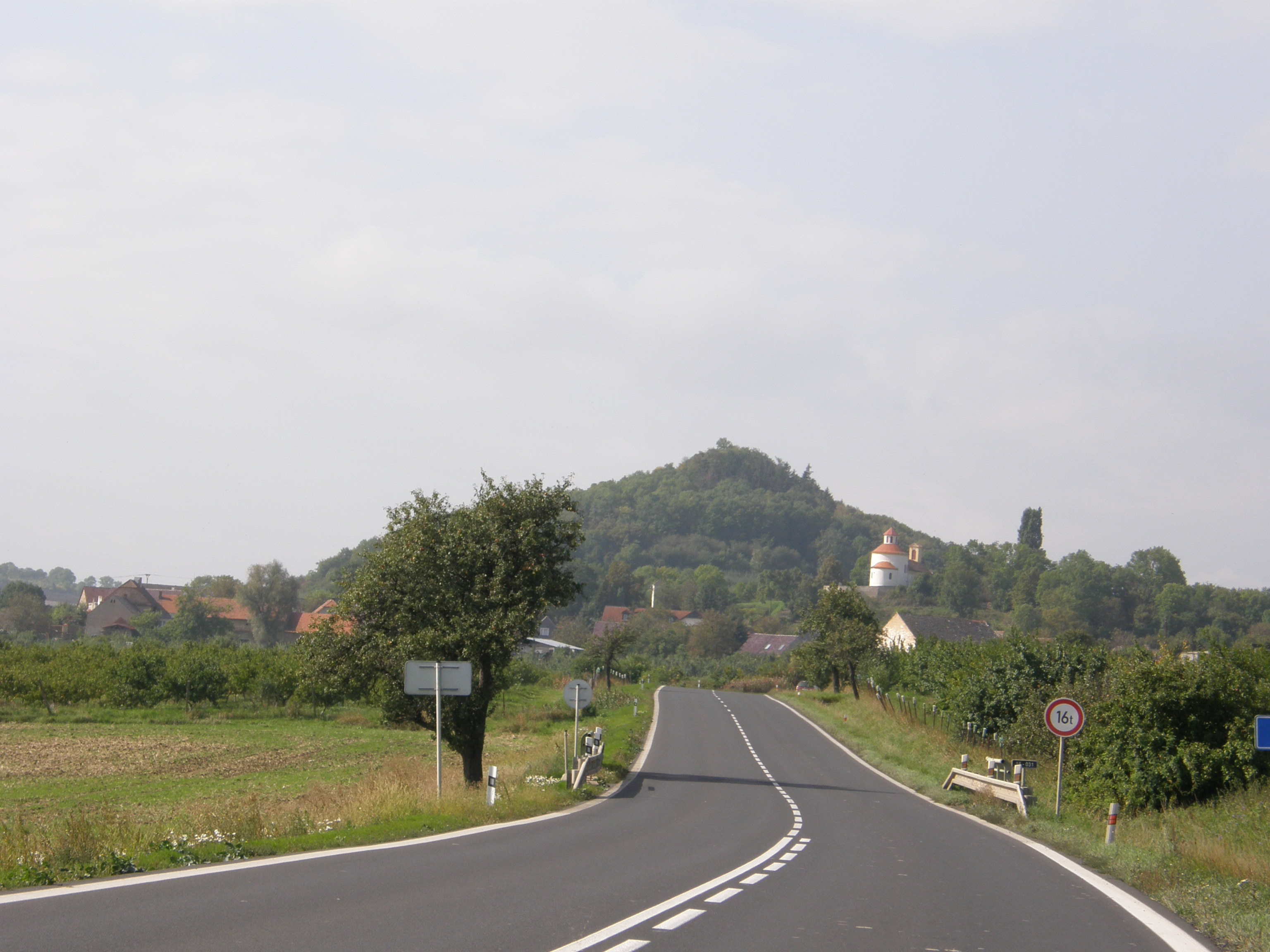
Route vers Želkovice.

La commune est limitée par Libčeves à l'ouest et au nord, et par Třebívlice à l'est et au sud.

## Histoire
La première mention historique du village date de 1237.

## Transports
Par la route, Žerotín se trouve à 17 km de Louny, à 36 km d'Ústí nad Labem et à 73 km de Prague.